# Jeruzsálemi Szűzanya temploma
A Jeruzsálemi Szűzanya temploma egy római katolikus fogadalmi templom Horvátországban a Krapina-Zagorje megyei Korpona városához tartozó Trški Vrh település központjában.

## Fekvése
A templom a várostól keletre emelkedő Trški-hegy tetején és a róla elnevezett Trški Vrh település központjában áll.

## Története
A templom 1750 és 1761 között épült annak a kegyszobornak a számára, melyet még 1669-ben Stjepan Balagović hozott a Szentföldről és Nikola nevű bátyjának adott azzal, hogy méltó helyet építsen a számára. Ma is ez a csodatevőnek tartott szobor látható a főoltár tabernákuluma felett. 
A templom építéséről meg kell említeni, hogy a szentély 1752-re készült el. Ekkor az építkezés egy időre leállt, majd 1754-ben folytatódott. 1757-ben beboltozták az épületet, 1758-ban felfalazták a kórust, egy évvel később pedig elkészült az északi oldalon a kápolna. A templom építését és felszentelését a főbejárat felett, illetve a templom több pontján elhelyezett latin nyelvű feliratok örökítik meg. Az építkezést az akkori korponai plébános Nikola Gorup felügyelte nagy gonddal és az elkészült templomot 1761-ben Stjepan Pucz zágrábi kanonok, biogradi püspök szentelte fel. Az építésről sokat mond, hogy a kor más templomaival ellentétben, melyet többnyire nemesek építtettek, ezt maguk a polgárok építették. Ez megmutatkozik a templom berendezésében is, mely kevésbé értékes, mint például a nemesek által építtetett, gazdagon aranyozott beleci plébániatemplom.

## Leírása
A tágas templom egy magas fennsíkon épült. A templomot nyolcszögletű, ötven oszlopon nyugvó kerengőszerű boltozatos csarnok övezi, melyhez rövid oldalain négy, alacsonyabb hagymakupolás kis kápolna csatlakozik. A csarnok egyik oldalán található a monumentális, gazdagon díszített kapuzat, a másik oldalon a paplakás, míg a harmadik oldalán a kálváriához vezető lépcső található. A templom homlokzata eléggé tagolt, az oldalfalakhoz hasonlóan pilaszterek osztják fel több mezőre. Oldalt a fülkékben Szent Péter és Szent Pál apostolok szobrait helyezték el, mindkettő eléggé gyenge munka. Hagymakupolás toronysisakja alatt az 1762-es évszám, a felszentelés éve látható

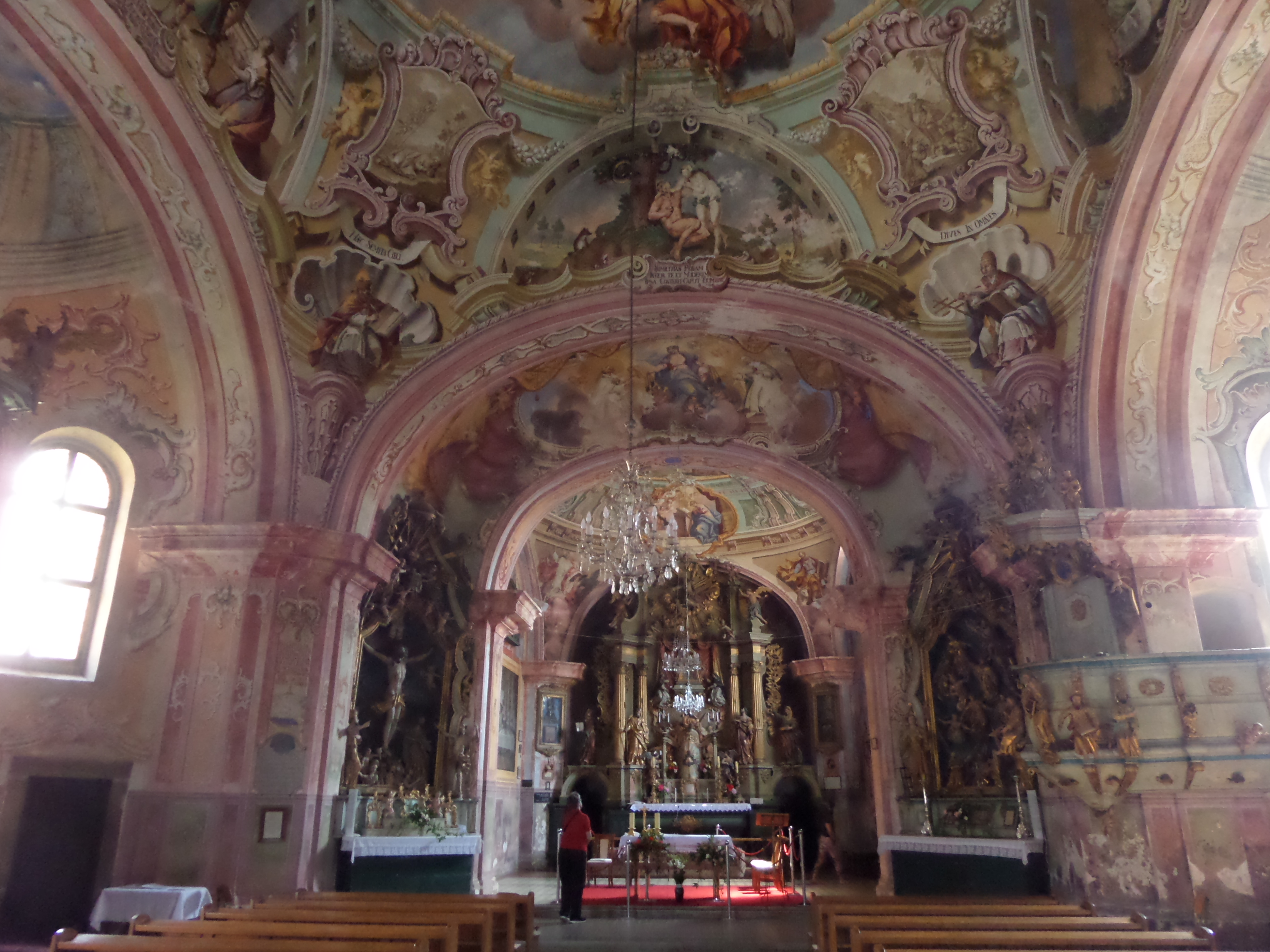
A templombelső

A bejáratnál jobbra egy kis raktár, balra pedig a kórus kanyargós lépcsője található. A szentély két lépcsőfokkal magasabban van a hajónál. A négy oszlop által tartott kórus alatt jutunk a hajóba. A templom hajója hosszúkás alaprajzú, a stájer barokkra jellemző kétoldalt elliptikus alakú kiöblösödéssel, melytől szentélyt és a kórust boltozott diadalív választja el. A nagy teret egy alacsony kupola fedi és a szentélyt is hasonló kupolával boltozták. a szentélyből jobbra nyílik a sekrestye bejárata, melynek dongaboltozata van, balra pedig a Szűzanya kápolnáját találjuk. Efelett a kápolna felett van az oratórium, melyhez a hajóból huszonegy lépcsőfokon lehet felmenni. Ugyanilyen lépcsőfokok vezetnek fel a sekrestyéből a szószékre is.
A templom gazdag belső díszítése a változatos külsőhöz igazodik. A templomot a híres horvát barokk festő Ivan Ranger tanítványa Anton Lerchinger festette ki 1772-ben. A festmények viszonylag jó állapotúak, de néhány helyen, ahol károsodott 1873-ban de Corti kijavította. A hajó mennyezetképe Szűz Mária mennybe emelkedését ábrázolja. Angyalok által körülvett Szűzanya keresztre feszített fiához emelkedik. Négy oldalán félkör alakú medalionokban az ószövetségi szentírás négy jelenete látható: Sába királynője Salamon előtt, Judit, amint megöli Holofernészt, Salamon ítéletet hoz és Éva átnyújtja az almát Ádámnak. A képek közötti sarkokban négy egyházatya, Szent Ágoston, Ambrus püspök, Gergely pápa és Szent Jeromos ábrázolását látjuk. Felettük kisebb, egyszínű festményeket látunk a Szentírás jeleneteivel. A szentély kupoláján ügyes kompozícióban jelenik meg a szobor, melyet Balagović hozott Jeruzsálemből. A lunettákban Szűz Mária életéből vett jeleneteket látunk, a sarkokban pedig a négy evangélista ábrázolását találjuk. A diadalíven a Skapulárés Szűzanya előtt térdelő Szent Domonkos és Szent Teréz látható. A festmények nem mesterművek, de jó minőségű barokk munkák és mindenképpen jobbak a cinterem árkádainak képeinél, melyek az újabb időkben készültek. A képek mellett, ahogy egykor szokás volt a Szentírásból vett idézetek is olvashatók a falakon.

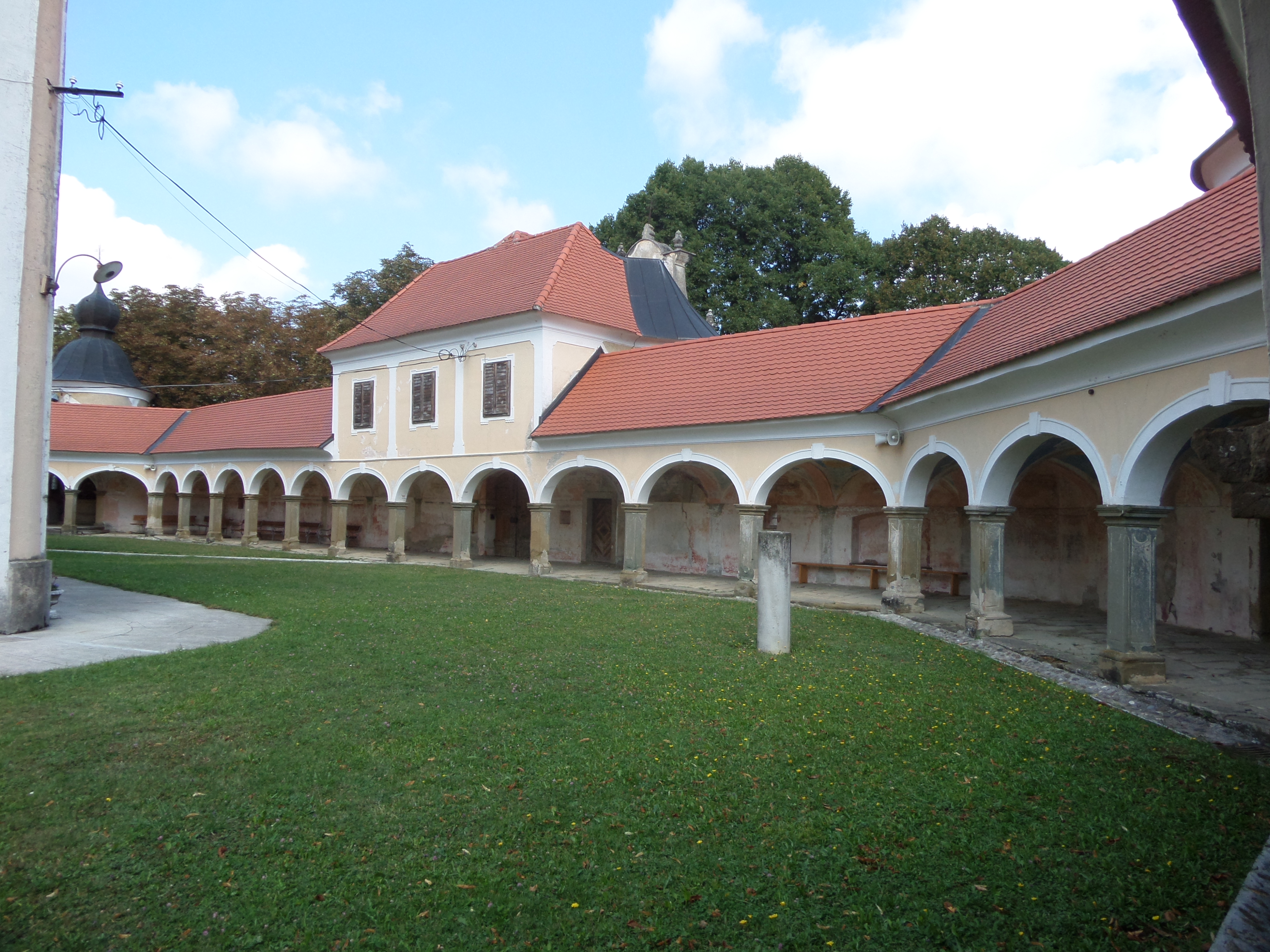
A templomot övező cinterem

A templomnak hat oltára van. A főoltár Grazban készült 1759-ben, Phillip Jacob Straub munkája, mely kitölti a szentély teljes hátfalát. Középpontjában a Jeruzsálemi Szűzanya kegyszobra. Oldalt Szent Domonkos és Szent Teréz szobrai, az oszlopok között Szent Anna és Szent Joachin állnak, míg felül az Atyaisten az angyalok között látható. Valamennyi ábrázolás rendkívül mozgalmas. Az oltár Josip Jagušić és felesége Pullay Mária adományából készült.  A másik öt oltár a hajóban található. A mellékoltárok közül kitűnik a főoltár közelében álló tizennégy segítő szent oltára. Az oltárépítmény Antun Merzi mester, a képek Franjo Ludwig Heincze varasdi festő alkotásai. Az oltárt Nikola Bedeković és felesége, Czindery Franciska adományozta 1759-ben, ezt az oltáron elhelyezett kezdőbetűs címerük bizonyítja. A szemközti oltár a Szent Kereszt oltára egy gyönyörűen kidolgozott feszülettel, Josip Jellasić és felesége adományából készült. A hajó közepén a Skapulárés Szűzanya oltárát találjuk, közelében pedig a templom leggyengébb oltára, mely Nepomuki Szent Jánosnak van szentelve.  A baloldalon a Szeplőtelen Fogantatás oltára a trški vrh-i régi körmenet képével. 

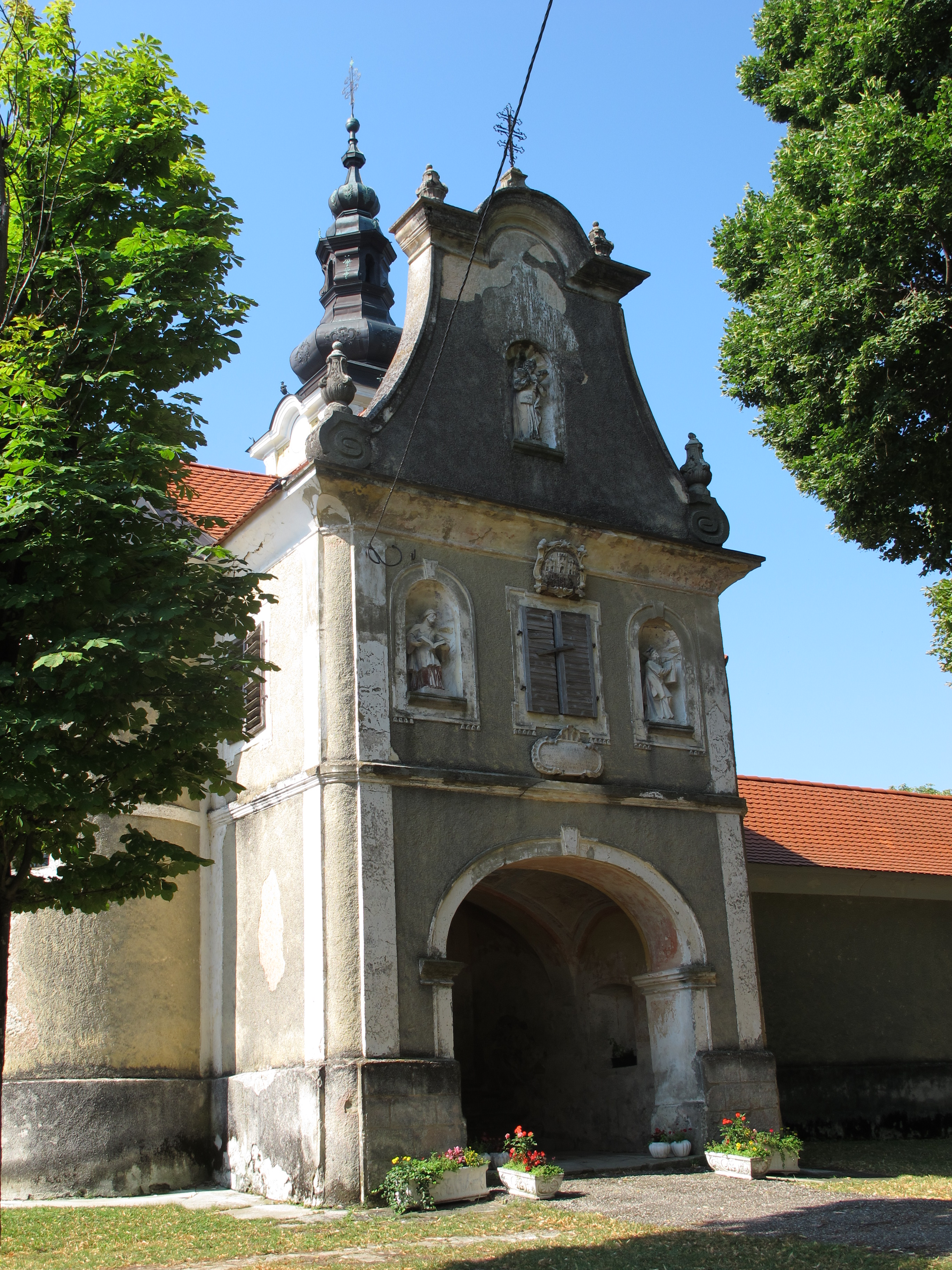
A bejárati kapu

A Szent Kereszt, a Szent János és a 14 Segítő Szent oltárait, valamint a szószéket egy zágrábi mester Antun Merzi, míg főoltárt Straub varasdi mester építette. Az orgonát 1761-ben készítette Anton Roemer grazi orgonaépítő mester. A templomnak számos liturgikus tárgya, kelyhe, monstranciája, ciboriuma, turibuluma és laternája van, mind abból az időből, amikor a templom épült. A tárgyak szépek, de nincsenek feltűnő darabok, amelyeket külön ki lehetne emelni. A templom a mai napig búcsújáróhely. Rendszeresen rendeznek koncerteket benne.